# 東京都道461号吾妻橋伊興町線

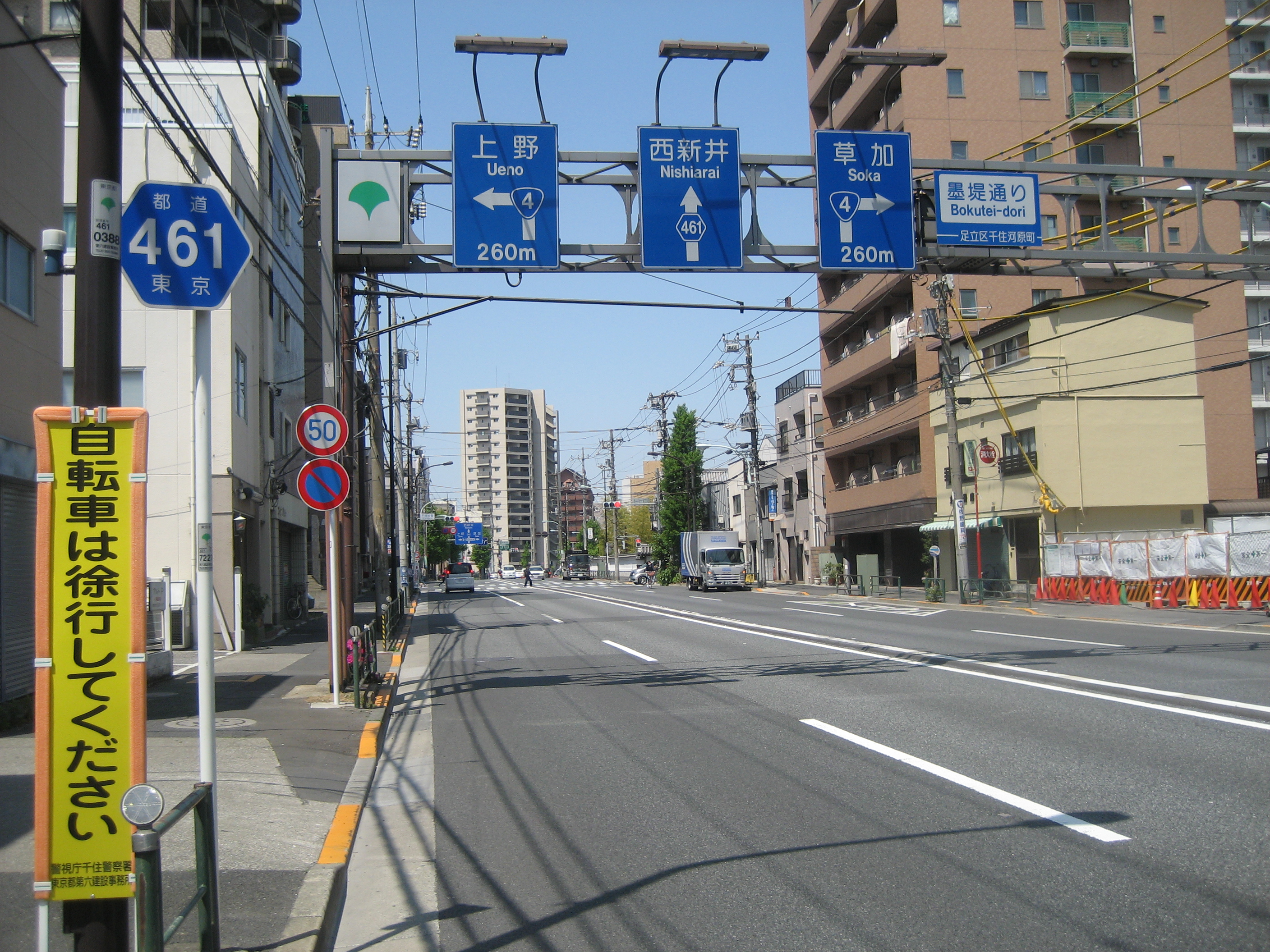
足立区千住河原町付近

東京都道461号吾妻橋伊興町線（とうきょうとどう461ごう あづまばしいこうまちせん）は、東京都墨田区と足立区とを結ぶ特例都道である。都市計画道路補助119号 墨堤通り（ぼくていどおり）の全線と、都市計画道路補助100号 尾竹橋通り（おたけばしどおり）のうちの足立区内を南北に縦貫する部分とで構成されている。

## 概要
- 起点：墨田区吾妻橋1丁目（吾妻橋1丁目交差点）
- 終点：足立区東伊興2丁目（伊興白幡交差点）
- 総距離：13,087m

### 支線
- 起点：鐘ヶ淵陸橋交差点（本線から分岐）
- 経由地：水神大橋
- 終点：荒川区南千住8丁目（東京都道314号言問大谷田線・川の手通り）

## 経由する自治体
- 東京都
  - 墨田区
  - 荒川区（支線のみ）
  - 足立区

## 通称
- 墨堤通り 吾妻橋1丁目交差点 - 千住桜木町交差点
- 尾竹橋通り 千住桜木町交差点 - 伊興白幡交差点

## 接続するおもな道路
| 交差する道路                                                                               | 交差点名     | 所在地 | 所在地 |
| ------------------------------------------------------------------------------------------ | ------------ | ------ | ------ |
| 東京都道453号本郷亀戸線（清澄通り・浅草通り）※起点 東京都道463号上野月島線支線（浅草通り） | 吾妻橋1丁目  | 東京都 | 墨田区 |
| '首都高速6号向島線                                                                         | 向島出入口   | 東京都 | 墨田区 |
| 東京都道306号王子千住夢の島線（明治通り）                                                  | 白鬚橋東詰   | 東京都 | 墨田区 |
| 東京都道314号言問大谷田線（川の手通り）                                                    | 千住曙町     | 東京都 | 足立区 |
| 国道4号（日光街道）                                                                        | 千住宮元町   | 東京都 | 足立区 |
| 東京都道313号上野尾竹橋線（尾竹橋通り）                                                    | 千住桜木町   | 東京都 | 足立区 |
| 東京都道449号新荒川堤防線                                                                  | 西新井橋南詰 | 東京都 | 足立区 |
| 東京都道450号新荒川葛西堤防線                                                              | 西新井橋北詰 | 東京都 | 足立区 |
| 東京都道450号新荒川葛西堤防線支線（江北橋通り）                                            | 関原の森入口 | 東京都 | 足立区 |
| 東京都道318号環状七号線（環七通り）                                                        | 満願寺前     | 東京都 | 足立区 |
| （赤山街道）                                                                               | 伊興町前沼   | 東京都 | 足立区 |
| 埼玉県道・東京都道103号吉場安行東京線（尾竹橋通り・安行街道）※終点                         | 伊興白幡     | 東京都 | 足立区 |

## 周辺の施設
- 墨田区役所
- 東武伊勢崎線（東武スカイツリーライン）浅草駅 - 北千住駅の各駅、西新井駅、竹ノ塚駅
- 隅田川
- 白鬚東アパート
- 京成電鉄 京成関屋駅
- 荒川（西新井橋）
- イトーヨーカ堂 アリオ西新井店
- 西新井大師

## その他
- 戦前の都市計画では、足立区千住宮元町交差点から墨田区鐘ヶ淵陸橋交差点までは幹線環状道路第六号其の二（其の一は現在の東京都市計画道路幹線街路環状6号線（山手通り））の一部であった。

## ギャラリー

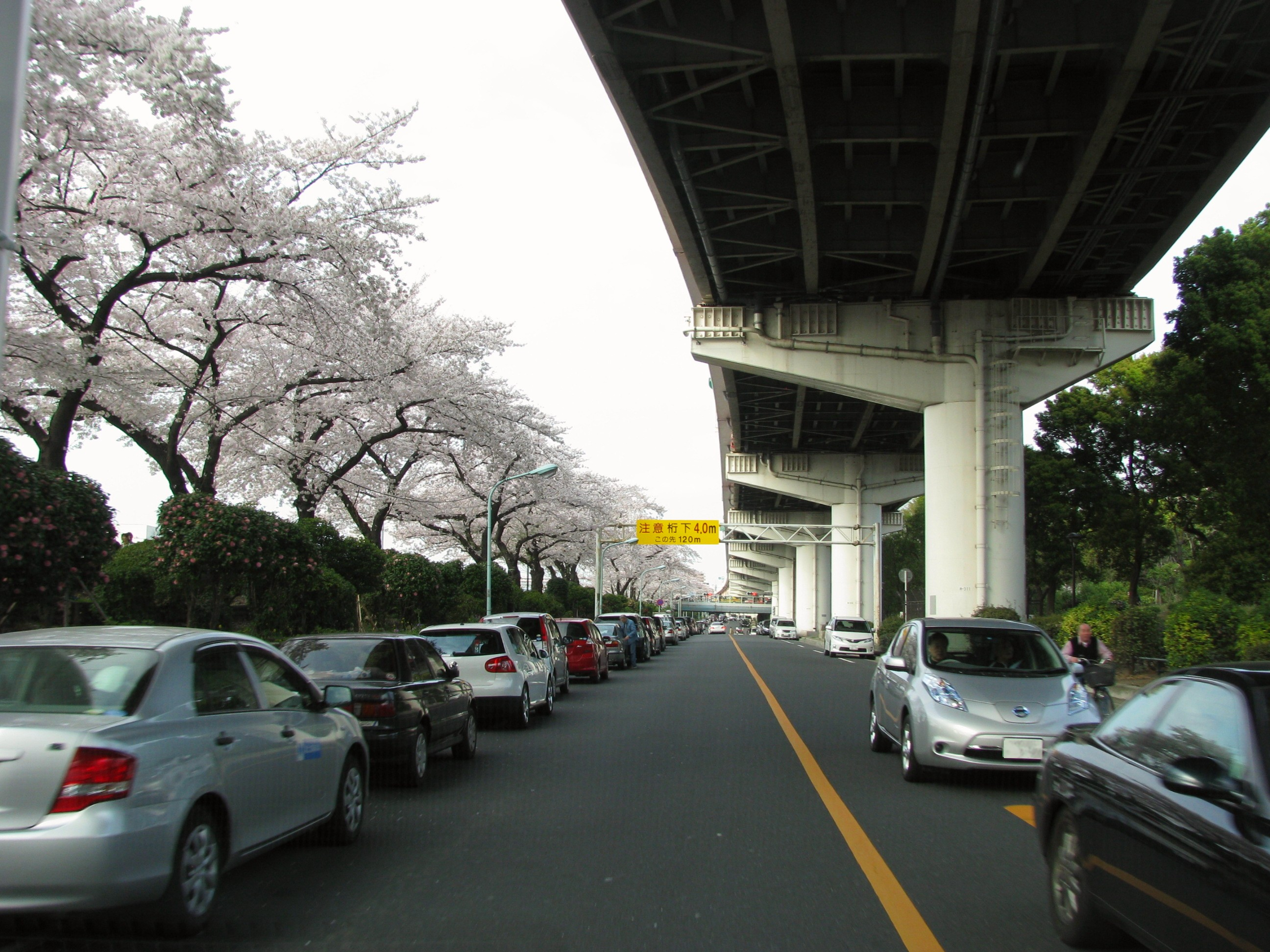
墨田区向島付近
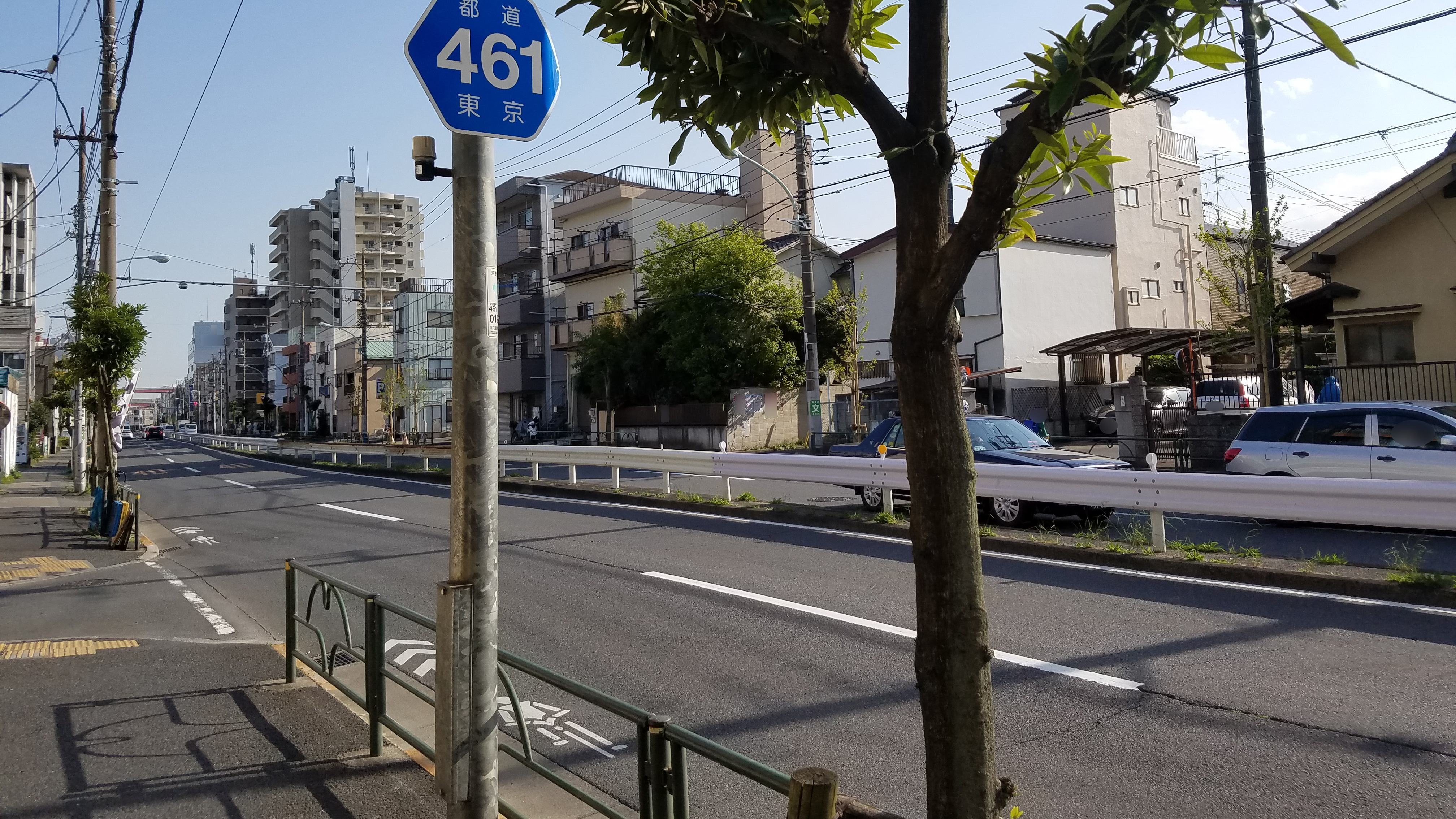
足立区関原付近
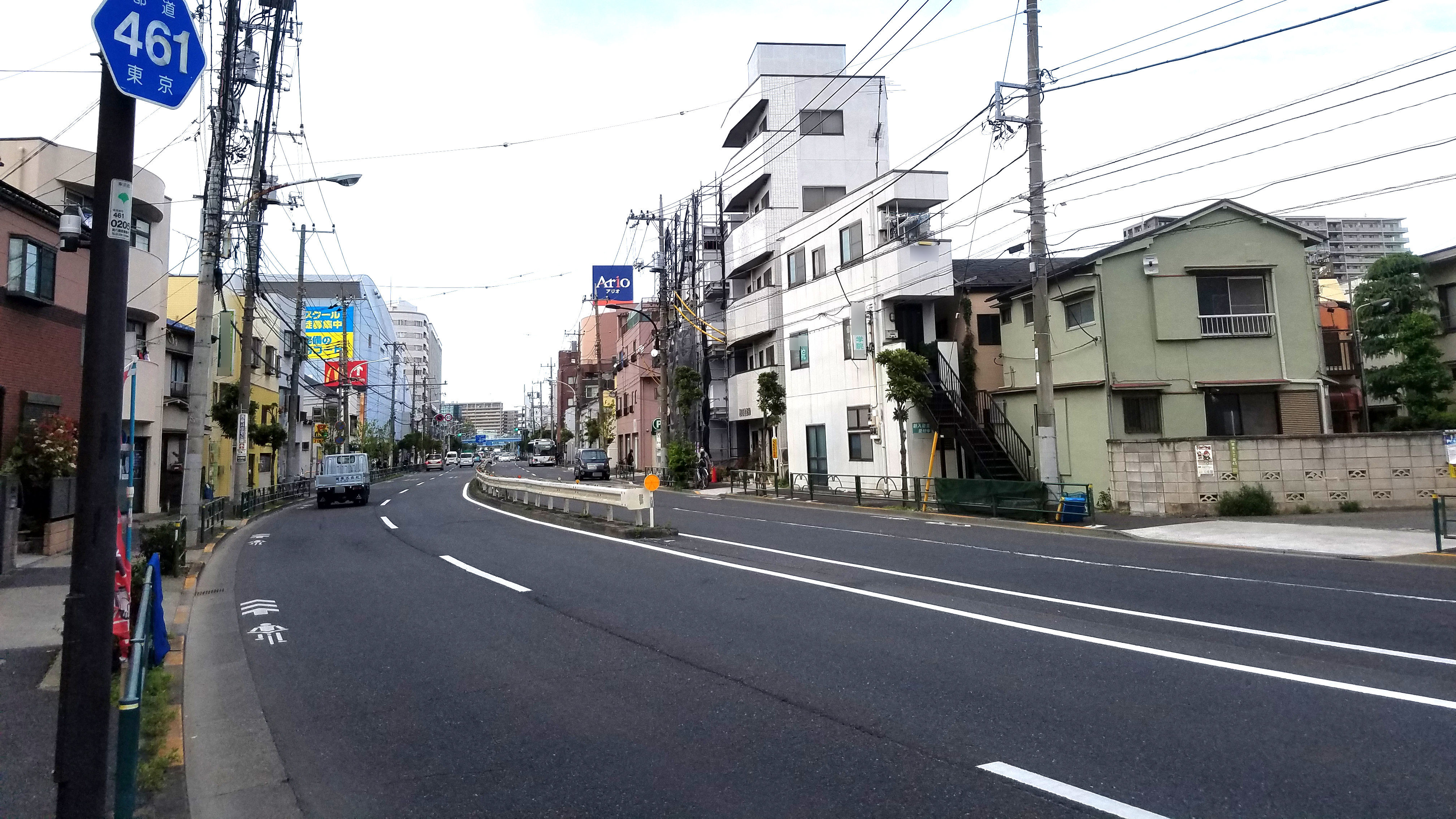
足立区西新井本町付近
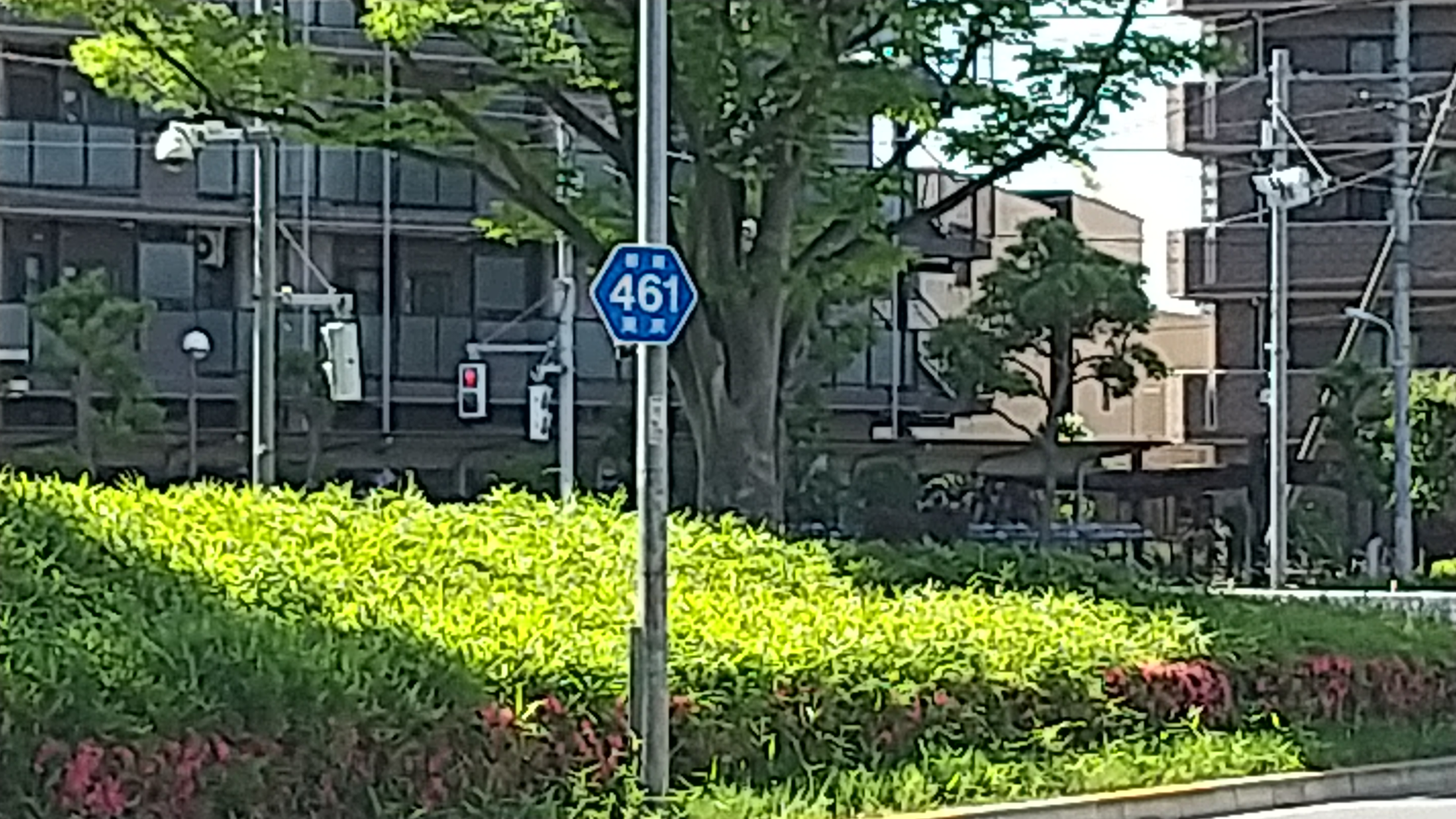
足立区東伊興付近